# Elekcja viritim

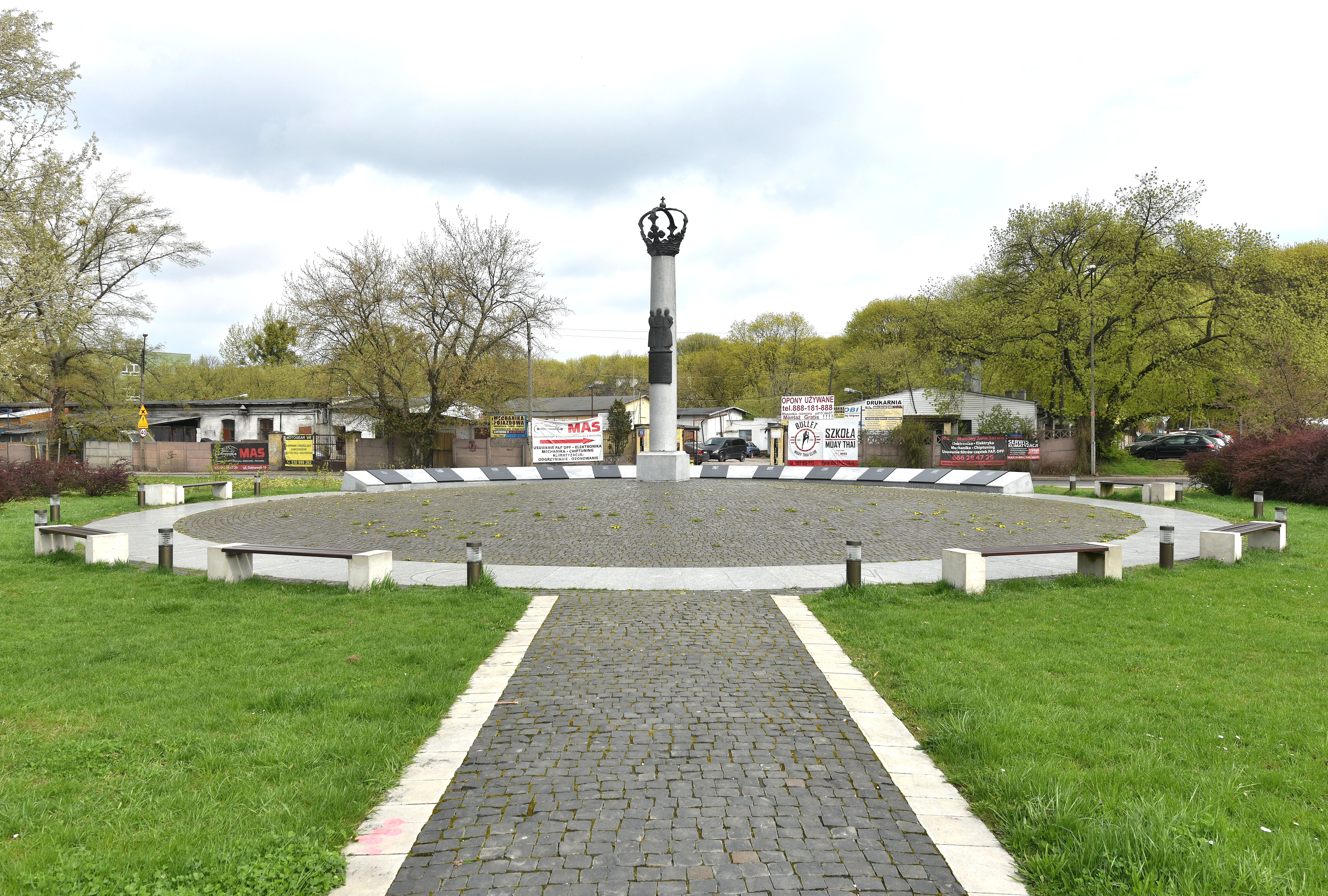
Pomnik Electio Viritim na Woli w Warszawie

Elekcja viritim (łac. electio viritim - wybór osobisty, viritim dosł. mężami) – elekcja, która oznaczała osobisty udział całej szlachty w wyborze króla.

## Historia
Już król Zygmunt I Stary wydał dwa statuty w latach 1530 i 1538, określające zasadę wyboru monarchy, gdzie ustanowił raz na zawsze elekcję viritim. Na elekcję mógł przybyć każdy, kto by chciał (unusquisque qui vellet), a elekcja miała być wolna (electio Regis libera).
Idea elekcji viritim została zaproponowana przez Piotra Zborowskiego. Szybko zdobyła poparcie szlachty, w tym (po początkowych oporach) Jana Zamoyskiego, który stał się jej gorącym zwolennikiem.
Ta forma elekcji została ostatecznie ustalona przez obradujących na pierwszym sejmie konwokacyjnym zwołanym na 6 stycznia 1573 roku. Pierwsza tego typu wolna elekcja odbyła się 11 maja 1573 roku, wówczas został wybrany pochodzący z Francji książę Henryk Walezy. Miało to miejsce we wsi Kamion pod Warszawą. Jednakże tradycyjnym miejscem wyboru nowych monarchów na tron Rzeczypospolitej stała się wieś Wola pod Warszawą.
Zdaniem popularyzatora historii Sławomira Leśniewskiego elekcja viritim, jako przeciwieństwo rozważanej elekcji przez reprezentantów, w połączeniu z upadkiem (proponowanej przez Zamoyskiego) metody głosowania większościowego, była odpowiedzialna za doprowadzenie do powstania „anarchii” i ekscesów liberum veto.
Ostatecznie ten typ elekcji został zniesiony w 1791 roku przez Sejm Czteroletni.